# استراتفرد (نیوهمپشایر)
استراتفرد، نیوهمپشایر (به انگلیسی: Stratford) یک شهرک در ایالات متحده آمریکا است که در شهرستان کوآس، نیوهمپشایر واقع شده‌است.

## خصوصیات
استراتفرد ۲۰۷٫۲ کیلومترمربع مساحت و ۷۴۶ نفر جمعیت دارد و ۲۷۱ متر بالاتر از سطح دریا واقع شده‌است.